# ضریب پسار

مقدار ثابت درگ برای چند جسم مختلف

ضریب پَسار (به انگلیسی: Drag coefficient) یک کمیت بدون بعد است که در علم دینامیک سیالات و برای محاسبه نیروی درگ (پسار) وارد بر یک جسم در حال حرکت در یک سیال مورد استفاده است. این کمیت معمولاً با نمادهای cd، cx و cw نمایش داده می‌شود.
این ضریب مستقل از نوع سیال است که جسم در آن حرکت دارد و فقط وابسته به شکل تصویر جسم است مثلاً تصویر کره یک دایره است یا تصویر یک مکعب مربع یک مربع است برای درک بهتر این موضوع می‌توان گفت اگر تصویر جسمی را خواستیم می‌توان فرض کرد که با تاباندن نوری به آن جسم موجب تشکیل سایه آن جسم شده که همان تصویر جسم است.
ضریب پسار ضریبی بی‌بُعد (non-dimensional coefficient) است برابر با حاصل‌تقسیم پَسا کل بر فشار دینامیکی در مساحت سطح معرّف.
این ضریب نشان‌دهندهٔ پَسار یک جسم برحسب نیوتن است که بر مساحت یک مترمربع با سرعت یک کیلومتر در ساعت وارد می‌شود.

## تعریف
این کمیت به صورت ریاضیاتی به شکل زیر قابل تعریف است:
{\displaystyle c_{\mathrm {d} }={\dfrac {2F_{\mathrm {d} }}{\rho v^{2}A}}\,,}
در این رابطه:
{\displaystyle F_{\mathrm {d} }\,} نیروی پسار
{\displaystyle \rho \,} چگالی سیال
{\displaystyle v\,} سرعت حرکت سیال
{\displaystyle A\,} سطح مقطع عبور سیال.